# Filtro Chamberland

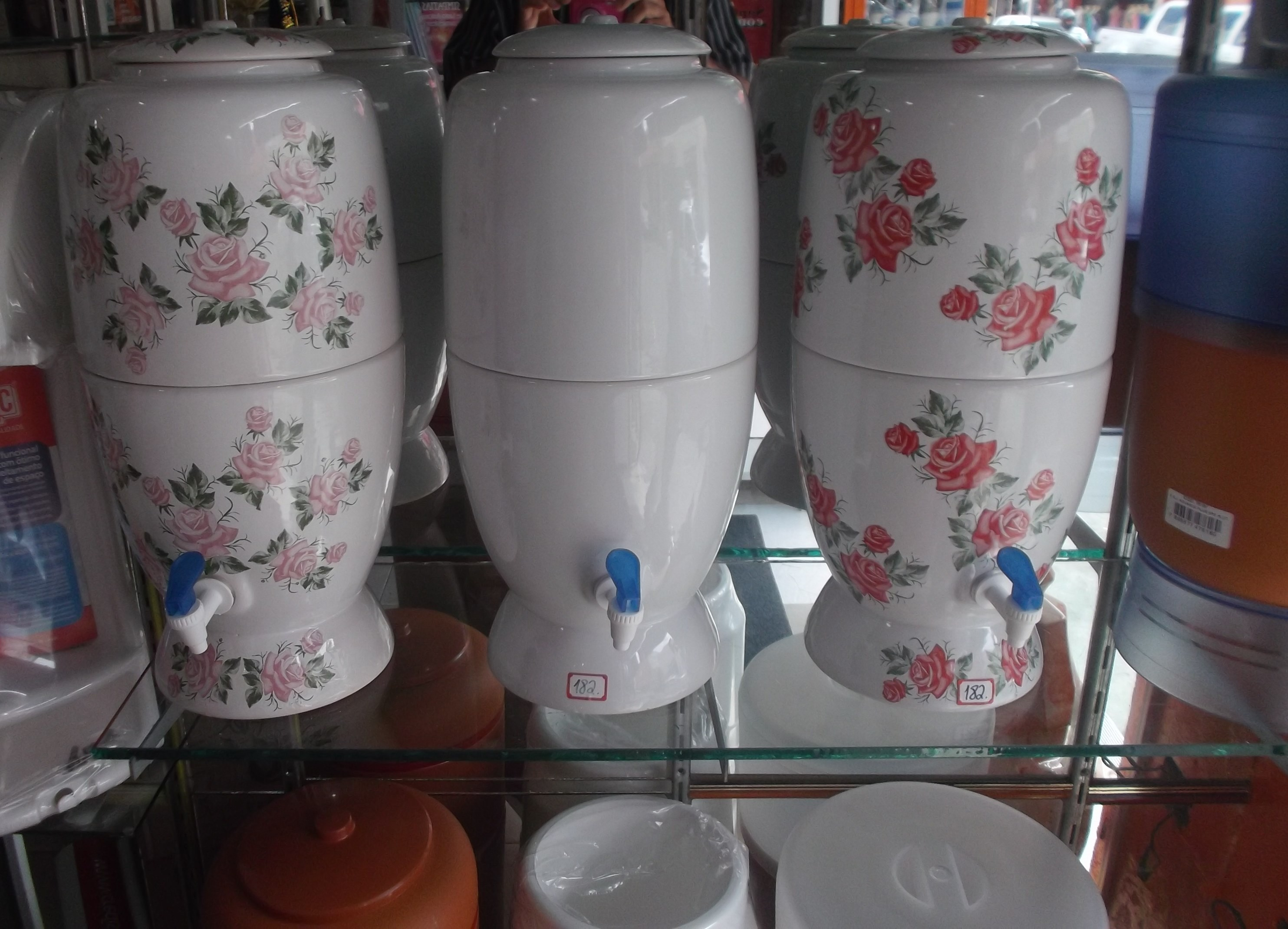
Modelos de filtros domésticos para água em porcelana decorada.

Um filtro Chamberland, também conhecido como um filtro Chamberland-Pasteur, é um filtro de água de porcelana inventado por Charles Chamberland em 1884.  É similar ao filtro Berkefeld em princípio.